# Orawców Potok
Orawców Potok – potok, górny bieg Jesionkówki. Wypływa w części Zakopanego o nazwie Hrube Niżnie, ze źródła na wysokości 912 m n.p.m. Spływa początkowo w kierunku północnym, a następnie północno-wschodnim. Zasila go jeden lewoboczny ciek wypływający ze źródła na wysokości 847 m. Na wysokości 787 m Orawców Potok łączy się z Hrubiańskim Potokiem i od tego miejsca zmienia nazwę na Jesionkówkę. Następuje to w miejscu o współrzędnych 49°19′11″N 20°01′03″E/49,319722 20,017500.
Orawców Potok ma długość około 2,7 km. Cały jego bieg znajduje się w Rowie Podtatrzańskim, a dokładniej w jego odcinku zwanym Rowem Zakopiańskim.